# Ruger Mini-14

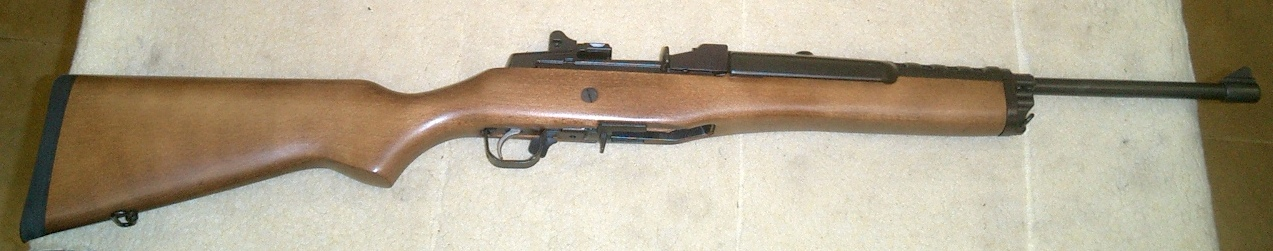
La Ruger Mini-14 : version originale civile et sportive de l'AC-556.

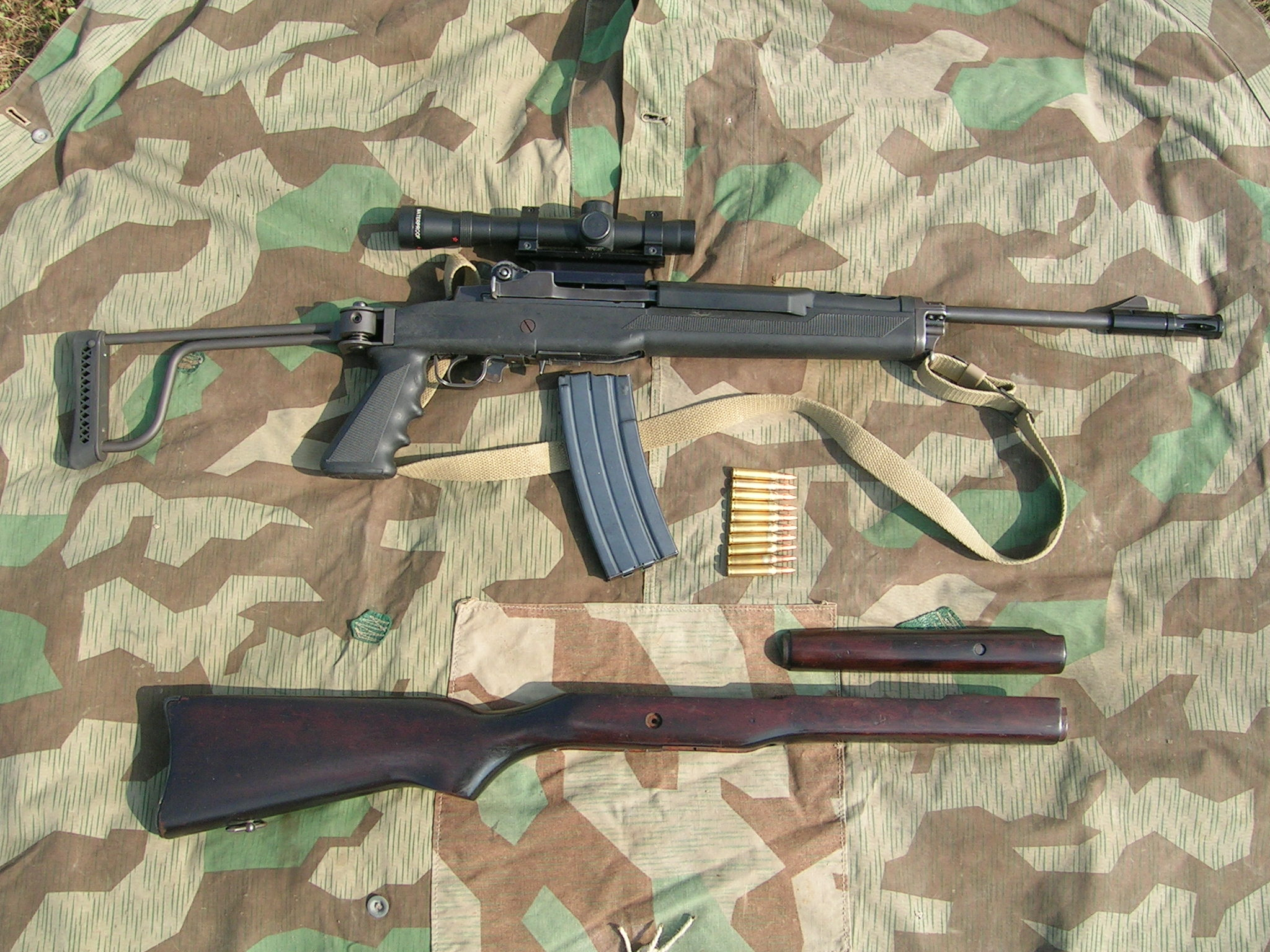
La Ruger Mini-14 en version custom.

La carabine Ruger Mini-14 est une arme à feu semi-automatique fabriquée par la firme américaine Ruger.

## Présentation
La Ruger Mini 14 est une copie réduite du fusil  M 14  (mécanisme et aspect extérieur). Plus courte que ce dernier, elle est aussi chambrée en calibres généralement moins puissants. La Ruger Mini 14 possède une crosse fixe en bois ou ABS (CRS) pour le modèle standard. La sécurité est intégrée au pontet. L'arme fonctionne par emprunt des gaz et culasse rotative. Il existe de multiples variantes concernant la nature de l'acier (carbone ou inox), le matériau de la crosse (bois ou synthétique) et le calibre.

## Versions
- Mini-Ranch : version de base.
- Mini-30 : version en 7,62 × 39 mm M43

## Données numériques
Mini-14
- Munitions : .222 Remington (armes pour l'exportation en France et dans la Communauté économique européenne)/ .222 Remignton Magnum /.223 Remington (États-Unis)
- Masse sans chargeur : 3 kg
- Longueur : 	94,3 cm
- Canon : 47 cm
- Chargeur:	5/10/20/30 cartouches

Mini-14GB (Government Barrel)
- Munitions : .223 Remington
- Masse sans chargeur : 3,1 kg
- Longueur : 	98,7 cm
- Canon : 47 cm
- Chargeur:	5/10 cartouches

Mini-30
- Munitions : 7,62 × 39 mm M43
- Masse sans chargeur : 3,1 kg
- Longueur : 	94,3 cm
- Canon : 47 cm
- Chargeur:	5/10 cartouches

Mini-6.8
- Munitions : 6,8x43 Remington SPC
- Masse sans chargeur : 3,1 kg
- Longueur : 	94,3 cm
- Canon : 47 cm
- Chargeur:	5/10 cartouches

## Diffusion

### Dans les services officiels
La version AC-556, réservée aux forces de l'ordre, est l'arme de dotation de l'administration pénitentiaire française, sous l'appellation "AMD" (armement et moyen de défense).
Elle est aussi utilisée en CRS.

### Dans les faits divers
La Mini-14 a été utilisée (il y avait aussi un personnel armé d'un pistolet mitrailleur) par les quatre inspecteurs de la brigade du commissaire Broussard quand ils ont abattu le criminel français Jacques Mesrine en 1979. Elle fut aussi mortellement employée lors de la tuerie de l'École polytechnique de Montréal et des attentats de 2011 en Norvège.

### Dans la fiction
Sans apparaître aussi souvent sur les écrans de cinéma, à la TV, ou dans les jeux vidéo que l'AR-15, cette carabine est souvent  présente dans la culture populaire. Elle est l'arme favorite des héros de la série l'Agence tous risques.
Dans le film dramatique américain Blue Ruin de Jeremy Saulnier, elle est offerte a Dwight par un ami d'enfance.
Dans le thriller The American  d'Anton Corbijn, le tueur à gages et armurier Jack accepte un contrat de Mathilde afin de modifier un Ruger Mini-14 et y adapter un modérateur de son de sa propre fabrication.
Le Ruger Mini-14 est utilisable dans les jeux Left 4 Dead, Sniper3D sur Iphone ou bien encore PLAYERUNKNOWN'S BATTLEGROUNDS.
Dans le jeu PlayerUnknown's Battlegrounds la Mini14 est disponible comme arme jouable

### Sources
- Martin J. Dougherty, Armes à feu : encyclopédie visuelle, Elcy éditions, 304 p. (ISBN 9782753205215), p. 166.

Cette notice est issue de la lecture des revues spécialisées de langue française suivantes :
- Cibles (Fr)
- AMI (B, disparue en 1988)
- Gazette des armes (Fr)
- Action Guns (Fr)
- Raids (Fr)
- Assaut (Fr)